# Refóios do Lima

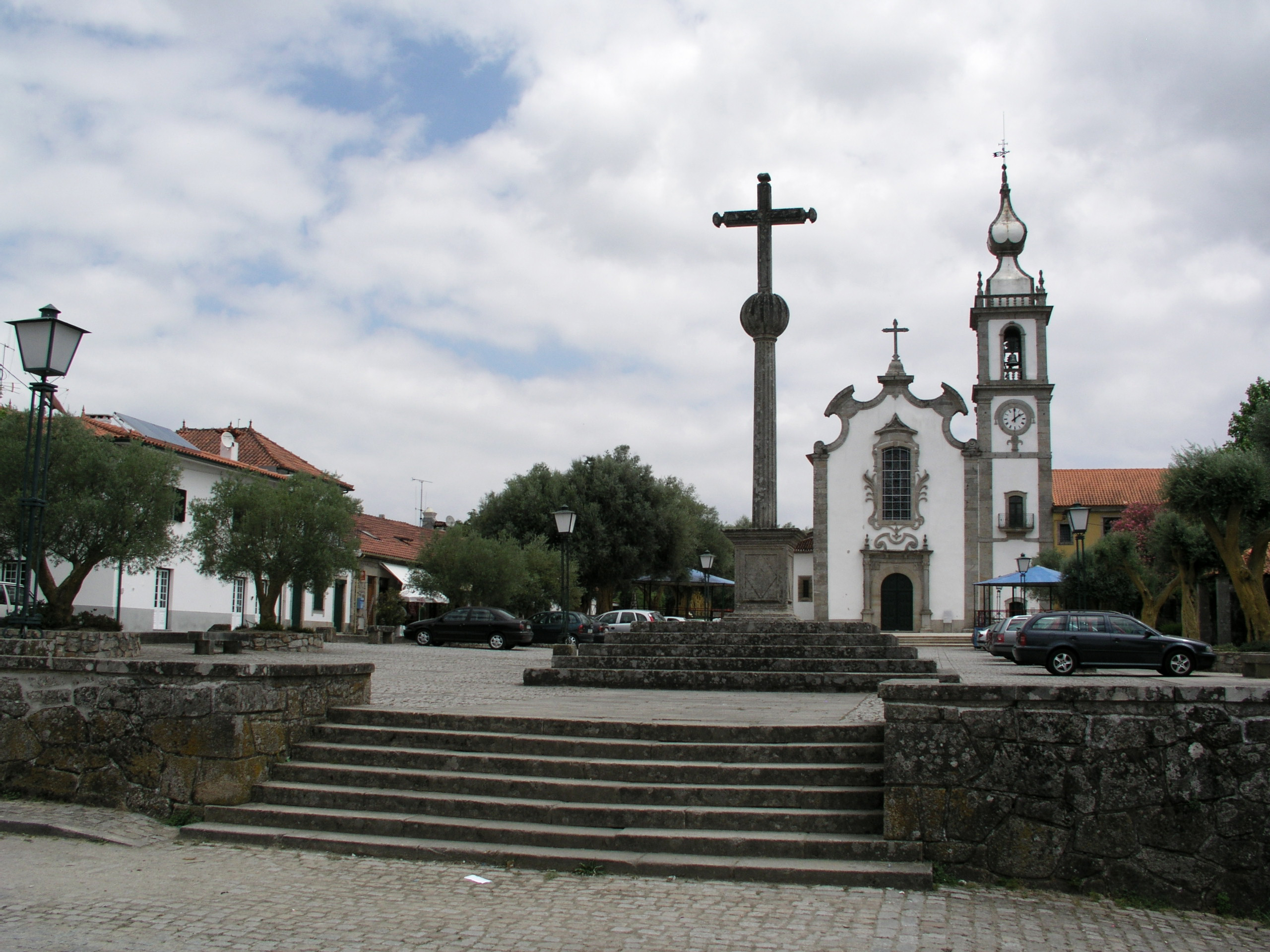
Kyrkan i Refóios do Lima

Refóios do Lima är en portugisisk freguesia (kommundel) i Ponte de Lima, med en yta av 16,40 km² och 2 282 invånare (2001). Befolkningstäthet: 139,1 inv/km².

## Kulturarv
- Penedo de São Simão
- Casa da Boavista
- Torre de Refóios ou Torre dos Malheiros
- Mosteiro de Refóios do Lima
- Capela de Santa Eulália

Klostret i Refóios do Lima grundades på 1100-talet av Alonso Ansemondes, en vän och kompanjon till hertigen Henrik av Burgund, far till Portugals första kung. Delar av det tidigare konventet används nu som Jordbruksskola.